# あにけん
『あにけん』は、高野ういの4コマ漫画である。一迅社発行の『まんが4コマKINGSぱれっと』（終了直前に『まんが4コマぱれっと』へ改題）でVOL.2から2011年8月号にかけて連載された。
姉妹誌の『まんがぱれっとLite』でもスピンオフ作品『あねけん』が連載されており、本作の一部の登場人物は同作品にも登場する。

## ストーリー
オタク関連ならなんでもOKなアニメ研究部（通称：アニ研）で繰り広げられるオタクな部員たちによるドタバタギャグストーリー。
題材がアニメ研究部ということもあって、アニメ専門店や同人誌即売会が舞台になることも多い。また、作品中において他のマンガ・アニメのタイトルや名場面、名ゼリフのパロディが用いられることが多い。

## 登場人物
登場人物の苗字は札幌市営地下鉄の駅名から、名前は数字を元に付けられている。

### アニメ研究部
通称「アニ研」。1年目は元々いつきと満の2人が所属していたが、部の成立要件である4人を満たすため、一葉・双葉を勧誘し入部。その後、志乃、七生が入部し、6人体制となった。1年目終了時にいつきが卒業し、2年目にりんと刹那が新たに入部したため、2年目の部員数は7人となった。
なお舞台となる高校は、各学年で制服のリボン・ネクタイの色が3年周期で分けられている。
南郷 いつき（なんごう いつき）
アニ研部長3年生→OG。ロングヘアーで眼鏡をかけている。
趣味はアニメ全般とコスプレで、コスプレは自分がするのも他人にさせるのも好き。特に満がターゲットになることが多い。コスプレ衣装作成もお手の物。
見かけによらずスタイルは抜群で、グラマラスボディーの持ち主。夏服になった際はストレートヘアだったのをポニーテールに変えている。
アニメ検定1級の持ち主でもあり、作品中一番アニメ等の知識レベルが高い。
第29話と第30話の間（単行本書き下ろし）で高校を卒業。現在はコスプレ雑誌の編集アシスタントとして、趣味と実益を兼ねた仕事をしている。
卒業後もたびたびアニ研に顔を出すが、七生いわくその度に「おいしいところを全部さらっていく」らしい。
大谷地 満（おおやち みつる）
アニ研部員2年生→3年生。一応本作品の主人公であるが、影は薄め。趣味はアニメ全般で新アニメのチェックは欠かさない。
片道3時間の通学時には途中で買った漫画雑誌を読破して過ごしている。その漫画雑誌代がかさむため、アニメ専門店でバイトをしている。
自宅ではアクの強い姉と、しっかり者でオタク関係に手を出していない一般人の妹がいる。
オタクではあるが、他の部員に比べると飛び抜けたモノが無くキャラが弱いため、いじられ役にされている。だが、アニメ等の知識は部長の次に高かったりする。
双葉とはオタク同士ということもあって意気投合することが多い。
白石 一葉（しろいし かずは）
アニ研部員1年生→2年生。普通に女子の制服を着ていて、見た目は双子の妹の双葉と瓜二つだが、実は男という、いわゆる「男の娘」。
双葉とは髪を留めているリボンの位置と色が違う（一葉は向かって左側に黄色、双葉は右側に黒色）。
趣味はかわいい服を着ることで、女装している理由は「似合うから」。夏コミなどのイベントではかわいい服目当てで真っ先にコスプレ会場に向かっている。
転入直後に満達の勧誘により、双葉とともにアニ研に入部した。なお、オタクレベルは部員の中では（元々アニ研ではなかった）七生を除いて一番低く、純粋に可愛い服好きキャラ。
満と同じ店でアルバイトをしており、そこでもコスプレを楽しんでいる。
白石 双葉（しろいし ふたば）
アニ研部員1年生→2年生。趣味はアニメや漫画全般。
入部当初は「自分はオタクではない」と言い張っていたが、その言動からすぐにバレた。しかし部以外ではあくまで普通を装うツンデレガール。
部に馴染んでからはすっかりオタクであることを隠す気は無くなったらしく、普通にオタクライフを楽しんでいる。
満とはオタクとしての在り方が似ているらしく息の合っている場面が多々あり、いつきと一葉が二人の関係を生暖かく見守っていたりする。
満が他の女性と仲良くしていると機嫌が悪い素振りを見せるなど、満のことは気にしているようであるが、本人は否定している。
なお、コミケは2日目が本命。執事が好き。
宮ノ沢 志乃（みやのさわ しの）
アニ研部員2年生→3年生。趣味は読書（漫画・同人誌）。本に対する意気込みは人一倍で、大量買いしている場面が多々ある。荷物が無限に入るカバンを所持しており、中に本やグッズなど様々なものを入れている。
身長138cm位で小柄・金髪・ツインテール・無口と、一見ステレオタイプな幼女キャラであるが、実は満と同じ学年の高校生である。
アニ研部員達とは同人誌即売会で出会い、その後学校内で再会した際に勧誘を受け入部した。
キャラ設定や属性（眼鏡・ツンデレなど）に強いこだわりを持っている。
普段は周りが聞き取れないほど小さい声で喋っており、その声は満と刹那にしか聞こえない。喋ろうと思えば普通に喋れるが、大事な時（主に属性が絡んだとき）以外大きい声は出さない。
実家は超大金持ちらしく、電車の駅に宮ノ沢邸というプライベート駅が存在しているほど。しかも家の形がビッグサイトそのものである。
なお母親は志乃と瓜二つの外見で、現役同人作家。父親とはコミケで知り合ったという、純粋培養の同人一家である。当然、家の中も本や同人誌でいっぱいである。
1年目終了時にトランプゲームで勝利し、アニ研の新部長となった。
平岸 七生（ひらぎし ななお）
パソ研ことO.P.P（正式名「Objective Public standard of Programing」）部長2年生→3年生。アニ研の隣の部室にある部で、O.P.Pただ一人の部員であった（他の先輩達は既に卒業しているらしい）。
アニ研の面々からはO.P.Pの事を「おっぱっぷー」と呼ばれているが、本人はこの呼び方を嫌っている。
生徒会からの連絡をアニ研に届けに寄ったことから交流（？）が始まった。
アニ研の部員に素直になれず、部員たちには「ツンデレ」と呼ばれる始末。そのせいで、いじられ役の満に続いて二人目のいじられ役の地位を確立しつつある。
文化祭の出し物でゲームを作成していたが、あまりのダメっぷりのため、アニ研と合同参加という形で協力してもらうことになった。
しかし文化祭後も新入部員が入らなかったため、部の存続のためにアニ研に入部。O.P.Pと兼部する事でアニ研部員達にO.P.Pに入ってもらい、部の存続に成功した。
アニ研と接触した際に一葉の笑顔に一目惚れしてしまったが、一葉が男の子だとはまだ気づいていないようである。
初めはアニ研の話題についていけなかったが、近頃はそれなりについていける位には知識を付けている模様。
アニ研の部員の中では最も成績優秀。そのため、試験シーズンには他の部員の試験勉強を一手に引き受けることになる。
新道 りん（しんどう りん）
2年目開始時にアニ研に入部した1年生。かなりのゲーマーであり、様々なゲームのネタを話題に出す。
ネットゲームで七生に助けられたのが縁で彼の個人情報を調べ上げ、七生を追ってアニ研に入部した。
七生に様々なアタックを仕掛けるものの、彼女いわく未だ進展はない模様。
麻生 刹那（あさぶ せつな）
りんと同じく、2年目にアニ研に入部した1年生。りんには「あさぴー」と呼ばれている。
漫画やアニメが好きで、映像を見ずに声優の名前を当てられるほど。同人活動もしており、将来は漫画家志望。
アニ研に入部したのは志乃を尊敬しているから。志乃の声を聞き取ることができる数少ない人物であり、満が不在のときは通訳をすることもある。
「刹那」の名は父親が好きなアダルトゲームのキャラの名前からとったものであり、本人はその名前を嫌っている。

### その他
大谷地睦（おおやち むつみ）
満の姉で漫画家志望。もちろんこの弟にしてこの姉という事で、漫画好きで美少年好き（いわゆる腐女子）である。
漫画家ゆえに普段は外出が面倒らしく、買い物はもっぱら通販で済ましている。
弟のバイト先で知り合った一葉がお気に入りらしく、会うために部の手伝いなどもしたりしている。
本作のスピンオフ作品の「あねけん」の主人公でもある。
店長
満と一葉のバイト先のアニメ専門店「アニメッセ」の店長の女性。本名不明。
落ち着いた穏やかな性格であるが、意外に腹黒い面もある。
かつてはイベントでコスプレもしていた模様。

## 書籍情報
- 高野うい『あにけん』 一迅社〈まんが4コマKINGSぱれっとコミックス〉、全4巻
  1. 2008年2月15日初版発行（2008年1月22日発売）、ISBN 978-4-7580-8005-7
  2. 2009年5月5日初版発行（2009年4月22日発売）、 ISBN 978-4-7580-8032-3 ※『あねけん』第1巻と同時発売
  3. 2010年8月5日初版発行（2010年7月22日発売）、ISBN 978-4-7580-8089-7 ※『あねけん』第2巻と同時発売
  4. 2011年8月5日初版発行（2011年7月22日発売）、ISBN 978-4-7580-8128-3 ※『あねけん』第3巻と同時発売